# Cedric West
Cedric Herbert West (* 9. Dezember 1919 in Rangun, Birma; † 16. Oktober 1997 in Essex) war ein britischer Jazzmusiker (Gitarre, auch Posaune).

## Leben und Wirken
West, der in den 1930er Jahren mit dem Gitarrespiel begann, spielte 1940 in Birma bei den Jive Boys mit Ike Isaacs, bevor er bedingt durch die japanische Invasion 1942 mit dieser Band nach Indien migrierte. Dort schloss er sich dem amerikanischen Bandleader Teddy Weatherford an, mit dem er eine Reihe von Platten aufnahm und begann, auch Posaune zu spielen. 1945 kehrte er kurz nach Birma zurück, um Ende 1947 nach Großbritannien zu migrieren. 1949 arbeitete er mit Jiver Hutchinson im Bereich des Modern Jazz. 1951 kehrte er mit Revell Terry nach Indien zurück.
1952 ließ West sich mit seiner Frau, die Sängerin bei den Jive Boys gewesen war, endgültig in Großbritannien nieder. Zwischen 1954 und 1956 nahm er mit den Gruppen von Kenny Baker, Bertie King, Bruce Turner, Al Fairweather und mit dem Pianisten Eddie Thompson im Mainstream-Bereich auf, um dann eine eigene Band zu leiten. Als freischaffender Studiomusiker nahm er auch mit Nelson Riddle, Quincy Jones und Elmer Bernstein auf. 1962 war er mit Shake Keane im Studio. Mit seinem Cedric West Guitar Ensemble veröffentlichte er 1964 das Album West Meets East bei Columbia; im Folgejahr entstand in Sextettbesetzung das Album Bach Goes West.
West arbeitete von 1968 bis zu seiner Pensionierung 1984 bei der BBC für Hörfunk und Fernsehen; unter anderem gehörte er zur BBC Jazz Band und zur Band von Dave Lee. Dann spielte er bis in die 1990er Jahre regelmäßig vor allem in Essex und leitete zeitweilig ein Quartett mit Dave Cliff.